# الإجهاض في السويد
شرع الإجهاض في السويد لأول مرة بموجب قانون الإجهاض لعام 1938. نص هذا على أنه يمكن إجراء الإجهاض قانونيًا في السويد بناءً على أسس طبية أو إنسانيَّة أو تحسين النسل. أي إذا كان الحمل يشكل تهديدًا خطيرًا على حياة المرأة، أو إذا حملت بسبب الاغتصاب، أو إذا كانت هناك فرصة كبيرة لأن يرث طفلها أي حالة خطيرة، فيمكنها طلب الإجهاض. عدل القانون لاحقًا في عام 1946 ليشمل الأسس الاجتماعية والطبية، ومرة أخرى في عام 1963 ليشمل خطر حدوث ضرر جسيم للجنين. قامت لجنة بالتحقيق فيما إذا كانت هذه الشروط قد جرى استيفاؤها في كل حالة على حدة، ونتيجة لهذه العملية المطولة، لم يُمنح الإجهاض في كثير من الأحيان حتى منتصف الثلث الثاني من الحمل. على هذا النحو، وضع قانون جديد في عام 1974، ينص على أن اختيار الإجهاض متروك بالكامل للمرأة حتى نهاية الأسبوع الثامن عشر.

## التشريع

### الوضع الحالي
التشريع الحالي هو قانون الإجهاض لعام 1974 (SFS 1974: 595). ينص هذا على أنه حتى نهاية الأسبوع الثامن عشر من الحمل، فإن اختيار الإجهاض متروك بالكامل للمرأة، لأي سبب من الأسباب. بعد الأسبوع الثامن عشر من العمر، تحتاج المرأة إلى إذن من المجلس الوطني للصحة والرعاية الاجتماعية لإجراء عملية إجهاض. عادة ما يُسمح بالإجهاض المتأخر في الحالات التي يكون فيها الجنين أو الأم غير صحيين. لا يُسمح بالإجهاض إذا كان الجنين قادرًا على الحياة، ما يعني عمومًا أنه لا يُسمح بالإجهاض بعد الأسبوع الثاني والعشرين. ومع ذلك، قد يُسمح بالإجهاض بعد الأسبوع الثاني والعشرين في الحالات النادرة التي لا يتمكن فيها الجنين من البقاء خارج الرحم، حتى لو استمرت عملية الحمل.
سويت القضية إلى حد كبير في السويد، ومسألة شرعية الإجهاض ليست قضية سياسية مثيرة للجدل إلى حد كبير.
يؤيد الإجماع في السويد منع الحمل غير المرغوب فيه عن طريق استخدام وسائل منع الحمل والهدف الأساسي ليس تقليل عدد حالات الإجهاض، بل الهدف هو أن يكون جميع الأطفال الذين يولدون مرغوبين. عدد حالات الإجهاض إحصائيًا يتبع عدد حالات الحمل. بالمقارنة مع بلدان الشمال الأوروبي الأخرى، تحتل السويد مرتبة عالية في عدد حالات الإجهاض، ومنخفضة في عدد الآباء الصغار، في حين أن عدد حالات الحمل بالنسبة لإجمالي السكان هو نفسه إلى حد كبير في جميع بلدان الشمال الأوروبي.

## تاريخيًا
قدم القانون المدني لعام 1734 رسميًا عقوبة الإعدام عند الإجهاض، ولكن لا توجد حالة مؤكدة نفذت فيها هذه العقوبة بالفعل: ركز على قتل الأطفال بدلًا من الإجهاض، وكانت القضايا المعروضة على المحاكم قليلة. ألغى القانون المعدل لعام 1864 عقوبة الإعدام للإجهاض واستبدله بما يتراوح بين عامين وست سنوات من العمل الجزائي لكل من المريضة التي أجهضت، وكذلك بالنسبة للمُجْهِض.
خلال النصف الثاني من القرن التاسع عشر، أصبحت قضايا الإجهاض في المحاكم أكثر شيوعًا وأصبحت القضية جزءًا من النقاش العام. إصلاح في عام 1921 استبدل العمل الجزائي بعقوبة سجن أقصر بدون عمل جزائي للمريضة، لكنه أبقى على العقوبة الأصلية للمُجَهض. بين عامي 1929 و1933، حُكم على حوالي 21 مريضة سنويًا بتهمة الإجهاض، وحُكم على الغالبية العظمى منهن بالسجن مع وقف التنفيذ.
صدر القانون الأول للإجهاض القانوني في السويد في عام 1938 عندما شرع القانون الإجهاض على نطاق محدود للغاية، وفقط بناءً على اعتبارات طبية جادة، بعد التقييم من قبل المجلس الملكي للصحة. من عام 1946 يمكن أيضًا السماح بالإجهاض لأسباب طبية اجتماعية. خلال الستينيات، حدث تغيير متتالي في المجتمع السويدي، وأصبح الموقف العام تجاه الجنس، وكذلك الإجهاض، أكثر ليبرالية. وقد أدى هذا -من بين أمور أخرى- إلى زيادة عدد حالات الإجهاض المسموح بها.
دخل قانون الإجهاض الحالي (SFS 1974: 595 مع تعديلات لاحقة في 1995 و2007) حيز التنفيذ في 1 يناير 1975. وهو يسمح بالإجهاض بناءً على طلب المرأة الحامل حتى الأسبوع الثامن عشر، وبعد ذلك فقط في حالات المؤشرات الطبية الشديدة مخاطرة. بعد الأسبوع الثامن عشر، لا يمكن إجراء عمليات الإجهاض إلا بعد تقييم من قبل المجلس الوطني للصحة والرعاية.
في عام 1989، أصدر المجلس مشورة عامة بشأن تنفيذ القانون (SOSFS 1989: 6) واعتبارًا من 1 سبتمبر 2004، حلت المشورة والسياسة الجديدة محل هذه النصائح (SOSFS 2004: 4).
منذ 1 كانون الثاني (يناير) 2008، يُسمح للمرضى الأجانب - بما في ذلك طالبي اللجوء والمقيمين غير الدائمين وغير المسجلين في السويد - بإجراء عملية إجهاض في البلاد. خلال عام 2009، أجريت 132 عملية إجهاض في السويد. وصف المجلس الوطني للصحة والرعاية هذا الرقم بأنه رقم صغير نسبيًا، فيما يتعلق بالعدد الإجمالي لعمليات الإجهاض.